# Grallaricula ochraceifrons
A Grallaricula ochraceifrons a madarak osztályának verébalakúak (Passeriformes) rendjébe és a hangyászpittafélék (Grallariidae) családjába tartozó faj.

## Előfordulása
Az Andok keleti részén, Peruban kis területen honos. A természetes élőhelye szubtrópusi és trópusi hegyi esőerdők, 1900-2500 méter tengerszint közötti részen.

## Megjelenése
Átlagos testhossza 10,5 centiméter, testtömege 23.15 gramm. Tollazata barna színű.